# Tierce (temps)
Pour les articles homonymes, voir tierce.
La tierce est une unité pratique de mesure du temps. Comme la minute et l'heure, la tierce ne fait pas partie du Système international (SI), mais est une unité dérivée.
Son usage est particulièrement rare ; on préfère diviser la seconde suivant des puissances de dix : le dixième de seconde, le centième de seconde, etc. Tout comme la tierce d'arc (une unité d'angle, sous-unité du degré) la tierce temporelle a été abandonnée à cause du caractère peu intuitif du système sexagésimal.
La tierce est définie comme une durée de 1/60 secondes, autrement dit une seconde contient 60 tierces.
Le symbole de la tierce temporelle est t (invariant). La tierce d'arc se note quant à elle ‴ (triple prime).
On écrira 12 h 31 min 26 s 13 t (les symboles ne prennent pas de point abréviatif).